# Albert Midlane
Albert Midlane (Carisbrooke, Wight-sziget, Anglia, 1825. január 23. – 1909. február 27.). 19. századi keresztény énekszerző.

## Élete
Apja, James Midlane gyermeke születését már nem élhette meg, 1824 októberében meghalt. Szülei Thomas Binney kongregacionalista gyülekezetéhez tartoztak. Newport-i tanulmányai után három évig a helyi nyomdában dolgozott, majd egy vaskereskedőhöz szegődött, később saját vállalkozásba kezdett, mint bádogos és vaskereskedő.

## Tanulmányai
Első hitbeli élményeit a kongregacionalista gyülekezetben, és annak vasárnapi iskolájában szerezte, (amelynek hitoktatója is lett), később a plymouth testvérgyülekezet (Plymouth Brethren) tagja lett. Gyermekkorában a vasárnapi iskolai foglalkozások alatt a tanítások hallgatása helyett szívesebben tanulmányozta az énekeskönyveket. Tanítójának javaslatára már gyermekként elkezdett verseket írni, melyek egy lapban is megjelentek a "Kis Albert" neve alatt.

## Művei
Az első verse nyomtatásban 1842 novemberében jelent meg az Ifjúsági Lapban. (1842 szeptemberében íródott). Az első, híres éneke az Urunk, áldd meg a vasárnapi iskolánkat (God bless our Sunday schools) (amit a nemzeti himnusz dallamára szoktak énekelni) 1844-ben íródott.
Legismertebb éneke a Van egy barátja a gyermekeknek (There's a friend for little children) 1859. február 7-én készült, számos nyelvre lefordították, köztük kínai és japán nyelvre is. Ez az ének az Hymns Ancient and Modern c. kötet mellékletében jelent meg 1868-ban, amikor Sir John Stainer dallamot írt hozzá a szerzőre való emlékezésként. Az ének nemcsak Midlane hitbeli buzgóságát mutatja, hanem a gyermekek iránti szeretetét is. Himnuszainak száma meghaladja a hétszázat, amelyekből több magazinokban, és kisebb gyűjteményekben is megjelent.
Egy rövid ideig kiadott egy helyi lapot Szigeti üdvözlet (Island Greetings) címmel. Az írásáért nem fogadott el díjazást, s mivel kezességet vállalt egy barátjáért, a csőd szélére került. Tisztelői az országban a Vasárnapi Iskolai Szövetséggel (Sunday School Union) együtt egy összeget bocsátottak a rendelkezésére, amely lehetővé tett, hogy a csődből kilábaljon, sőt életjáradékot biztosított Midlane és felesége számára. 1909. február 27-én halt meg Wight szigetén. Carisbrooke-ban temették el. Két fiú és egy lány apja volt.
Híres éneke magyar nyelven: Adj új erőt Urunk...